# Antônio de Castro Mayer
Antônio de Castro Mayer est un évêque catholique brésilien, né le 20 juin 1904 à Campinas (État de São Paulo) et mort le 26 avril 1991 à Campos (État de Rio de Janeiro), au Brésil.
Il est connu principalement pour avoir fait partie du Coetus Internationalis Patrum, groupe de prélats traditionalistes lors du concile Vatican II, pour avoir fondé l'Union Saint-Jean-Marie-Vianney en 1982, et avoir été l'évêque coconsécrateur lors des sacres d'évêques effectués le 30 juin 1988 par Marcel Lefebvre. Il est excommunié par le bref Marcellus dominus, signé par le cardinal Gantin, pour avoir participé à une consécration d'évêque sans mandat pontifical. Lui-même contesta jusqu'à sa mort la validité de cette excommunication, invoquant un « cas de nécessité » pour justifier son acte.

## Biographie

### Prêtre
Il étudie la théologie à l'université grégorienne à Rome et y obtient un doctorat.
Il est ordonné prêtre le 30 octobre 1927. Comme prêtre du diocèse de São Paulo, il occupe les charges de professeur au séminaire et de chanoine de la cathédrale puis il est nommé curé de la paroisse Saint-Joseph de Belem. Il devient finalement vicaire général de l'archidiocèse de Sao-Paulo.

### Évêque
Nommé en mars 1948 évêque coadjuteur de Campos, dans la province ecclésiastique de Rio de Janeiro, il est sacré évêque le 23 mai de la même année.
Il accède au siège épiscopal de Campos au Brésil, le 3 janvier 1949. Il participe à ce titre au concile Vatican II. Lors des débats sur la liberté religieuse, il rejoint le groupe Coetus Internationalis Patrum, où il rejoint Marcel Lefebvre. Ce groupe critique les conclusions du schéma sur la liberté religieuse, les jugeant non conformes à la Tradition de l'Église. Après de longs débats, le schéma sur la liberté religieuse est approuvé par 2 308 voix pour et 70 contre ; les votes étant anonymes, il revendique avoir voté contre. Castro-Mayer appose cependant sa signature à l'acte de promulgation de Dignitatis Humanae, à la suite de celle du pape Paul VI et des autres Pères conciliaires.
Lors de la mise en place de la réforme liturgique de 1969, il obtient la permission de maintenir l'usage du rite tridentin dans son diocèse. Il publie dans la revue Fideliter en 1981, en réponse à une enquête de la sacré congrégation des rites :
1. que conformément à la constitution conciliaire de Vatican II sur la liturgie, no 54 et no 36, les prêtres de son diocèse "maintiennent la coutume de célébrer la sainte messe en latin" ;
2. que conformément au no 4 de la même constitution conciliaire, qui veut que "tous les rites légitimement reconnus soient conservés et favorisés de toutes les manières", la messe traditionnelle, dite "tridentine", est "célébrée d’une manière générale dans les paroisses du diocèse.

### Retraite
Il atteint la limite d'âge et se retire le 29 août 1981.
Son successeur, Etchandy Gimeno Navarro, décide d'imposer la réforme liturgique dès son arrivée. Les tensions sont telles que Castro-Mayer décide de fonder une "union" sous le vocable de saint Jean-Marie Vianney pour la préservation du rite ancien et le maintien de la doctrine traditionnelle.
Il exprime son sentiment le 21 novembre 1983 en signant avec Marcel Lefebvre une lettre ouverte au pape Jean-Paul II.
Devenu très proche du mouvement de Marcel Lefebvre, il se joint à lui dans sa condamnation du 2 décembre 1986 de la rencontre d'Assise.
Il participe aux sacres que réalise Marcel Lefebvre le 30 juin 1988 en tant que co-consécrateur. Il déclare au cours de la cérémonie : « Je veux manifester, ici, mon adhésion sincère et profonde à la position de Son Excellence Mgr Lefebvre, dictée par sa fidélité à l’Église de tous les siècles. Nous deux, nous avons bu à la même source qui est celle de la Sainte Église Catholique, Apostolique et Romaine ».
Il est alors excommunié, en même temps que Marcel Lefebvre et les quatre autres nouveaux évêques.
Retiré dans le diocèse de Campos au sein de l'Union Saint-Jean-Marie-Vianney, il meurt le 26 avril 1991.
L'Union Saint-Jean-Marie-Vianney a rejoint la pleine communion avec l'Église catholique romaine le 18 janvier 2002 et a obtenu le statut d'administration apostolique personnelle.